# Monarquía autoritaria

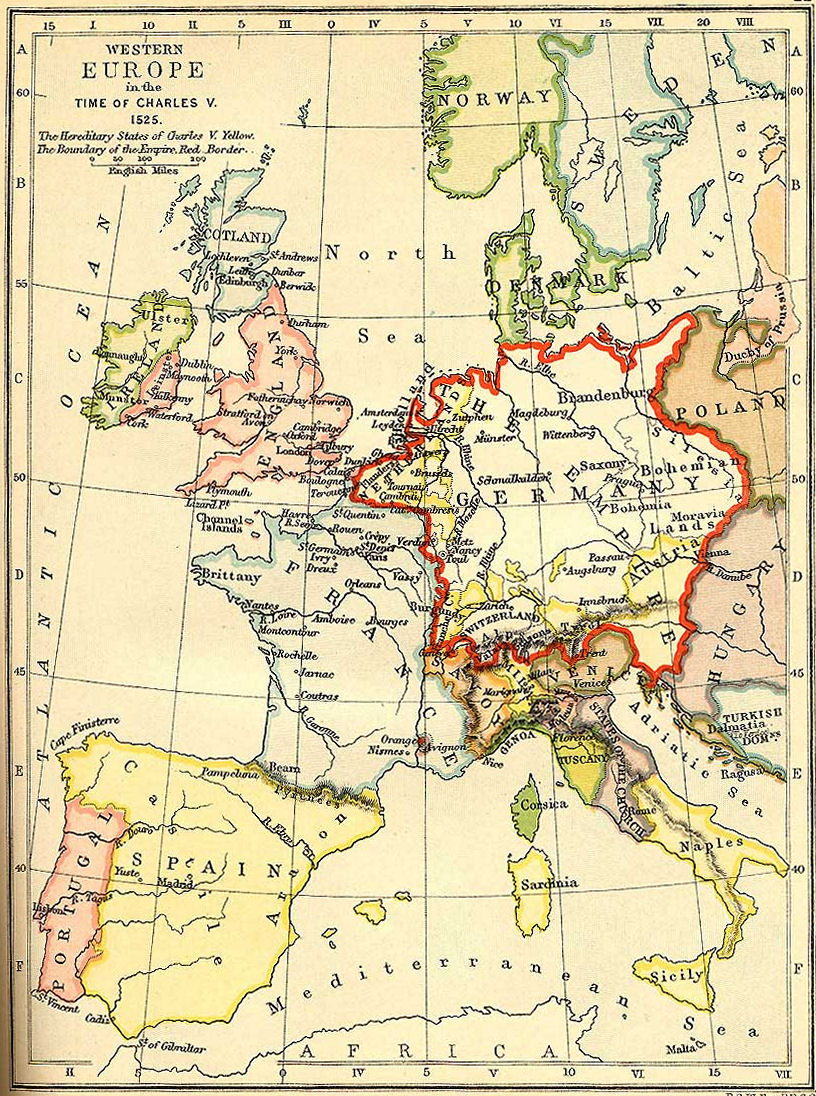
El mapa político de Europa occidental, a comienzos de la Edad Moderna (1525), dibuja claramente los primeros estados que han desarrollado monarquías autoritarias: Portugal, Francia, Inglaterra y España, incluida en el Imperio de Carlos V, irá definiendo su personalidad más acusadamente desde el reinado de su hijo Felipe II, y de forma mucho más clara con los Borbones, ya con monarquía absoluta. Las monarquías escandinavas se están asentando. Europa Central y Oriental no tienen unidades políticas de dimensiones comparables, a excepción de Polonia.

Monarquía autoritaria es una categoría utilizada por la historiografía, que califica de monarquías autoritarias —sin que eso signifique considerarlas representantes de un sistema político completamente articulado y definido con validez general— a las monarquías de Europa Occidental (que también suelen designarse como monarquías nacionales o primeros estados-nación) entre finales de la Edad Media y comienzos de la Edad Moderna, en el surgimiento de lo que se ha venido llamando el Antiguo Régimen.

## Ejemplos de monarcas
Ejemplos de monarquías autoritarias serían las de Juan I de Portugal (quizá el caso más precoz), Luis XI de Francia (imponiéndose en el exterior a los ingleses y borgoñones y comenzando a imponer la supremacía real sobre los particularismos locales y estamentales en el interior de Francia), los Reyes Católicos en España o Enrique VIII en Inglaterra. Con más dificultades podría considerarse también a Maximiliano I de Habsburgo, pues si se ha de esperar a una definición territorial de sus dominios, de hecho no se producirá nunca, siendo el respeto de las peculiaridades locales uno de los rasgos de la dinastía Habsburgo, tanto en los Habsburgo de Madrid (Casa de Austria) como en los Habsburgo de Viena, incluso cuando estos ya pudieron considerarse absolutistas, en los siglos XVIII y XIX (el Imperio austrohúngaro sobrevivió como un estado multinacional hasta 1918).
El Imperio, uno de los poderes universales de la Edad Media, pareció estar a punto de restaurarse de forma formidable con su nieto, Carlos V, pero su idea imperial (alimentada por el humanismo de Erasmo de Róterdam y Adriano de Utrecht) fracasó, en beneficio de los príncipes alemanes, tanto católicos (elector de Baviera) como protestantes (elector de Brandemburgo, luego rey de Prusia). El otro poder universal, el Papado, no logró convertirse en una potencia territorial, y su poder espiritual fue desafiado por la Reforma (en las monarquías protestantes) o el regalismo (en las monarquías católicas).
También, pueden definirse como autoritarias las monarquías escandinavas, ya bien entrado el siglo XVI; en cambio, no consiguió conformarse como autoritaria la poderosa dinastía Jagellón polaca. El caso del imperio zarista ruso, que comienza a formarse con Iván el Terrible y terminará dando origen al sistema político de la autocracia, responde a una base socioeconómica totalmente diferente, con campesinos sujetos a servidumbre, unos poderosísimos alta nobleza y alto clero terratenientes, y un papel marginal de ciudades y burguesía.
Valois, Tudor y Habsburgo fueron las dinastías que, en un juego de enfrentamientos y alianzas entre ellas, dominaron el panorama internacional de la Europa Occidental siglo XVI; y hacia dentro de sus territorios asentaron su poder en un ejército permanente, una burocracia y una Hacienda cada vez más desarrollados, que les hacían inalcanzables para la nobleza, que empezará a ser atraída a su servicio como nobleza cortesana. La Iglesia también ha de ser controlada, tanto en su relación con el papado como en el control del clero local. La convulsión de la Reforma tiene que entederse en este contexto.
En el camino se van formando los estados-nación, en torno a conceptos de lengua, religión y mercados nacionales, conceptos quizá problemáticos en esos siglos, pero sin cuyo desarrollo inicial sería incomprensible el surgimiento del nacionalismo en la Edad Contemporánea.
En la secular transformación socioeconómica de la transición del feudalismo al capitalismo, la coyuntura que produce la apertura de las rutas oceánicas produce la primera economía-mundo. La conciencia de los cambios económicos y del papel que el poder político tiene en ello produjeron las primeras formulaciones de teoría económica, conocidas bajo el nombre de mercantilismo.

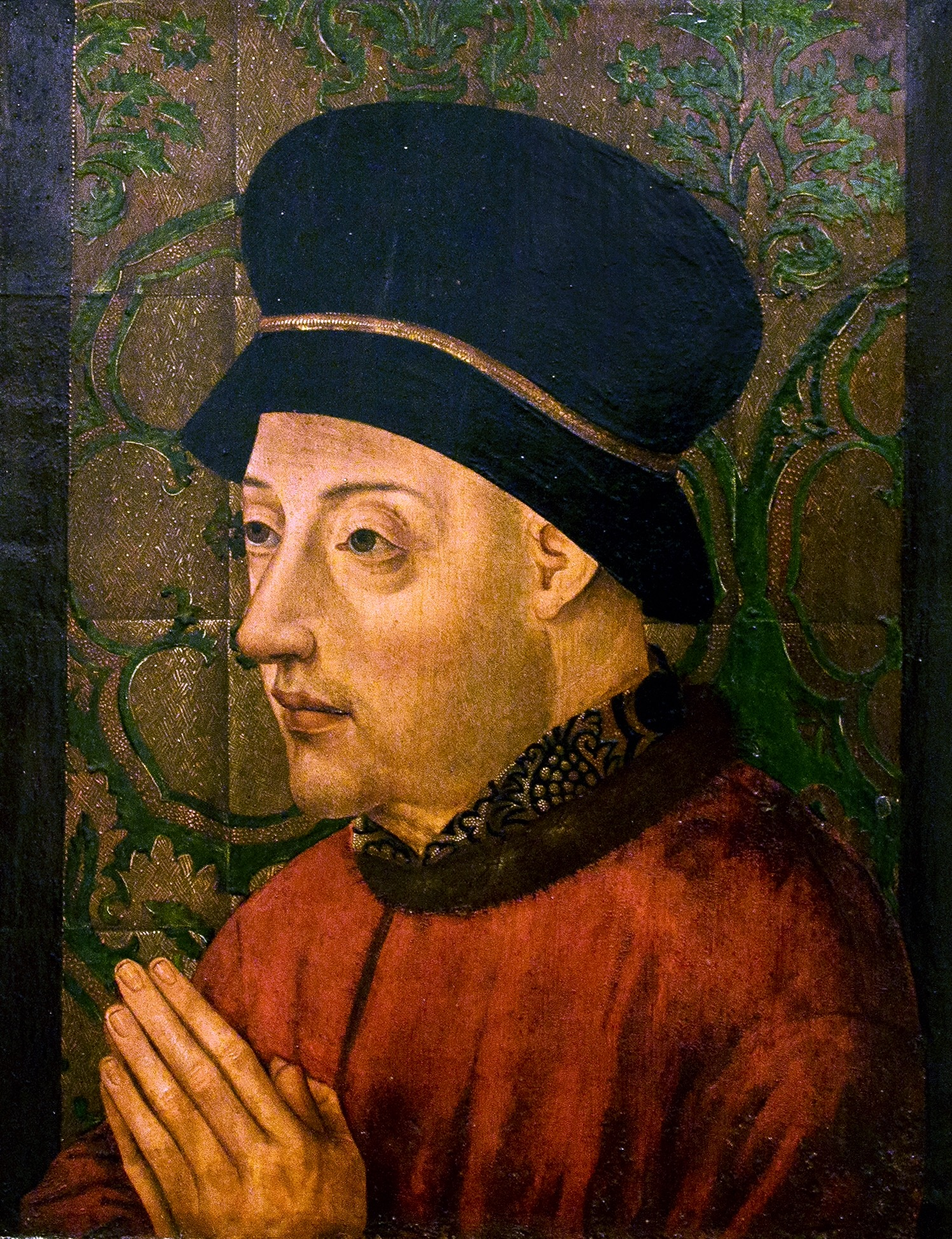
Juan I de Portugal.
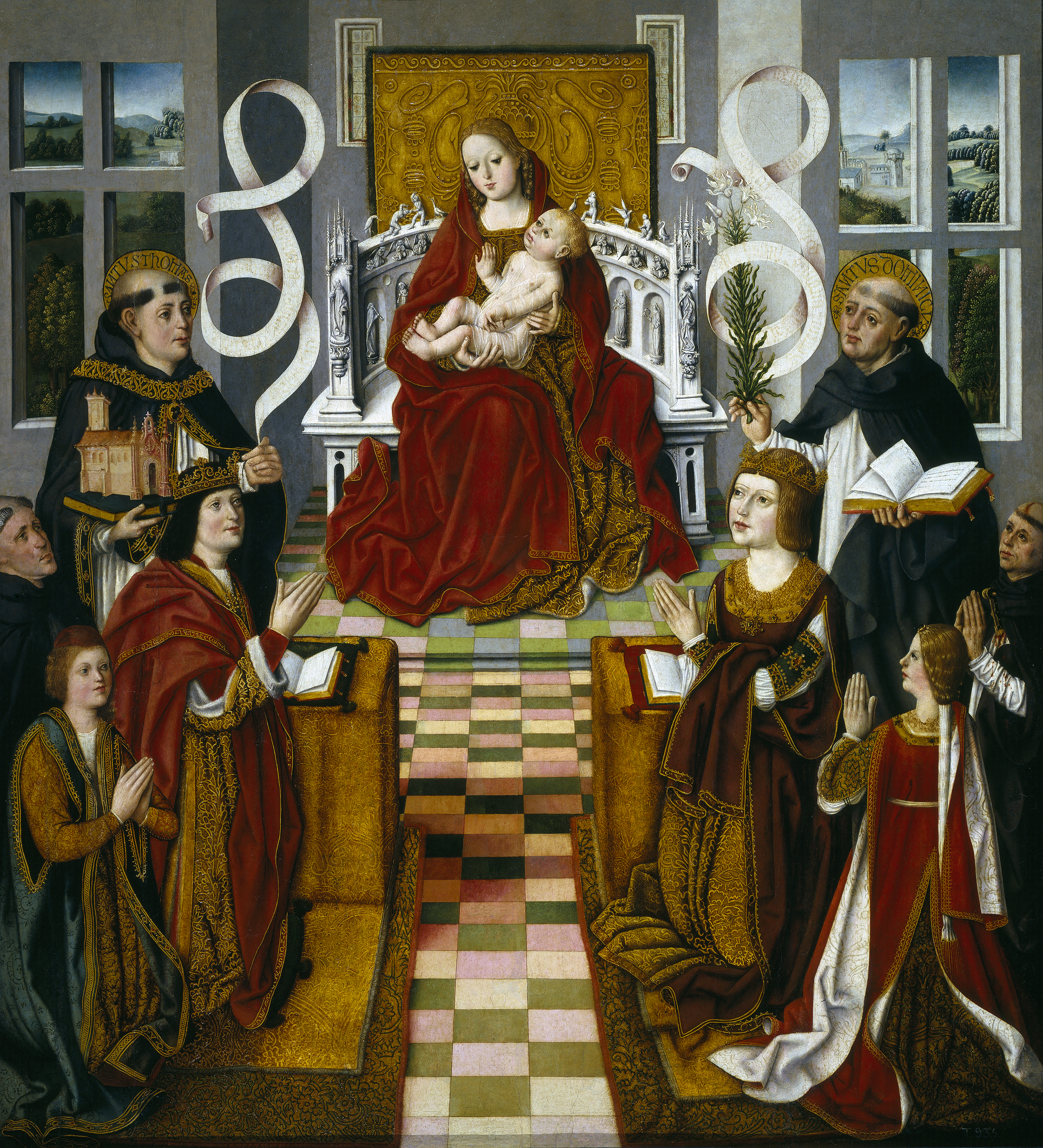
La Virgen de los Reyes Católicos, del Maestro de la Virgen de los Reyes Católicos (anónimo hispano flamenco).
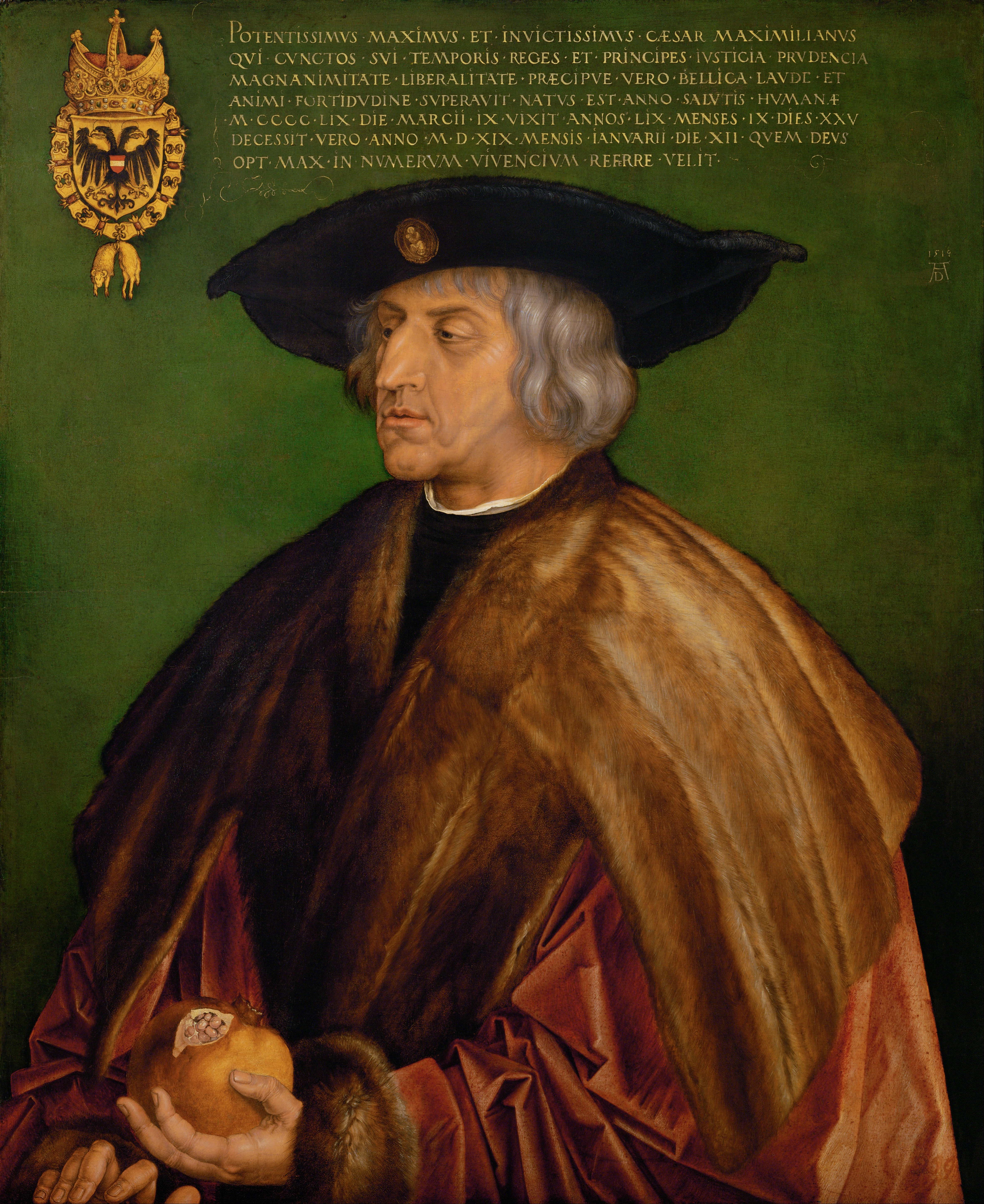
Maximiliano I de Habsburgo, por Alberto Durero.
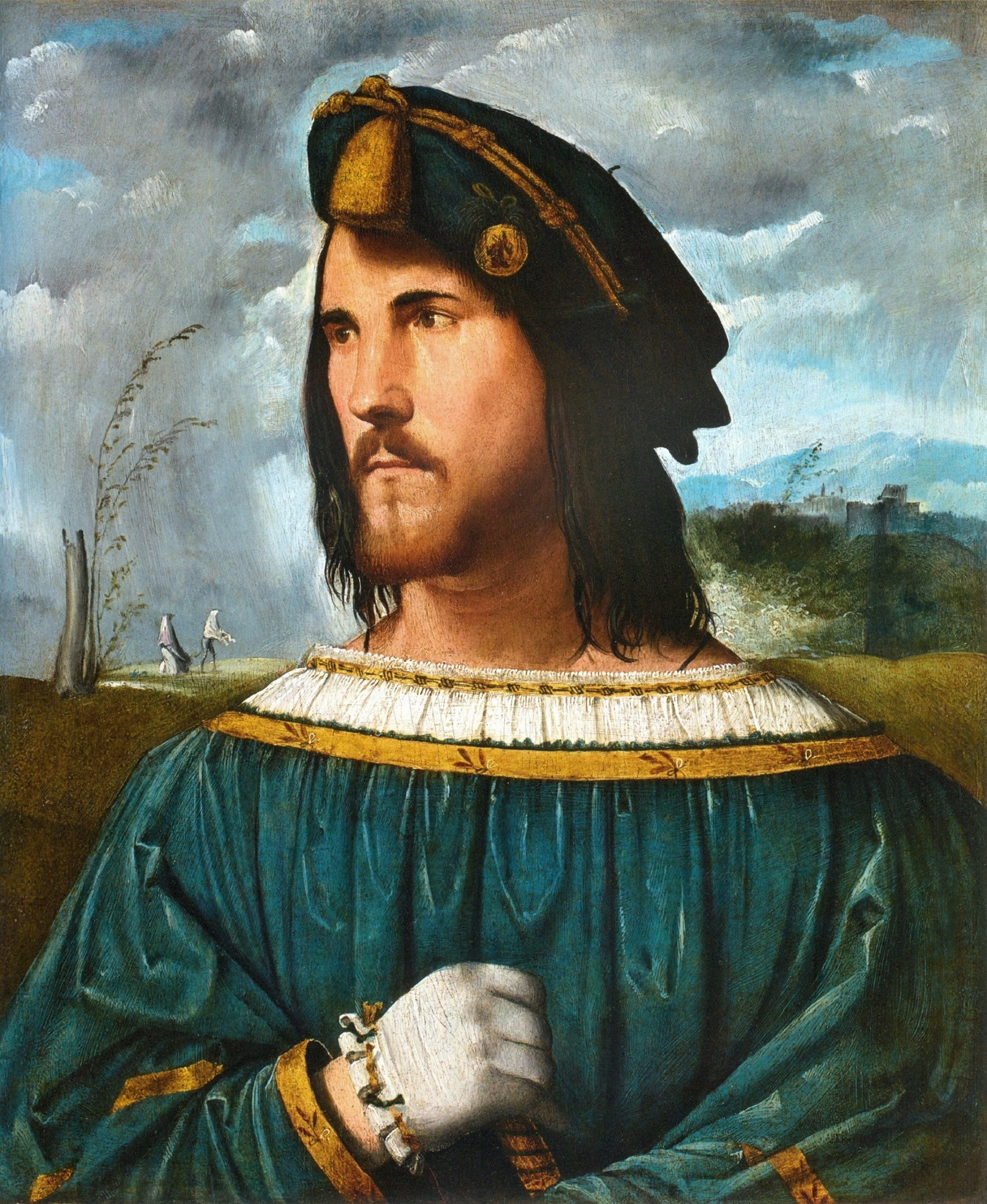
César Borgia, por Altobello Melone.
Enrique VIII de Inglaterra, por Hans Holbein el joven.
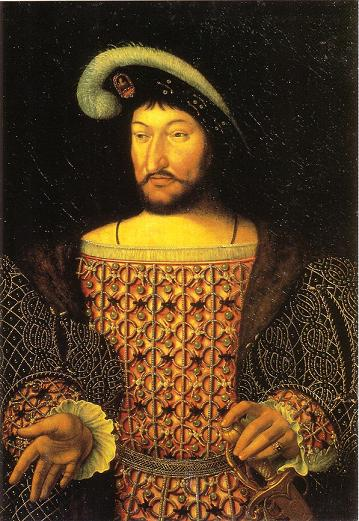
Francisco I de Francia (taller de Joos van Cleve).
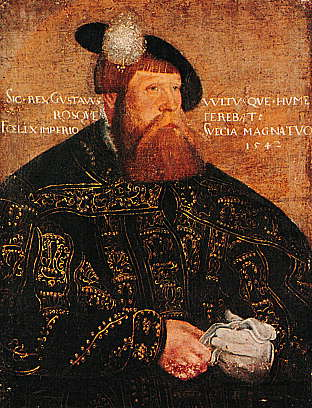
Gustavo I de Suecia, por Jakob Bincks.
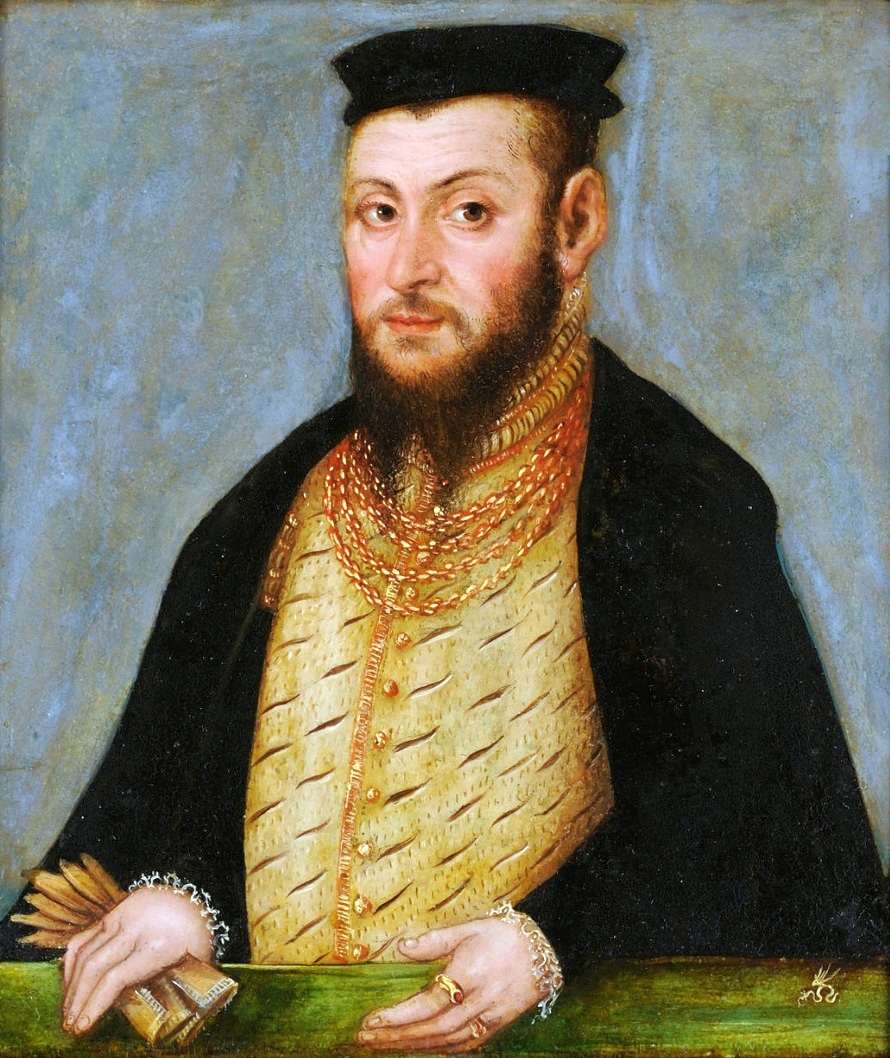
Segismundo II Augusto Jagellón, Rey de Polonia y Duque de Lituania, por Lucas Cranach el Joven.

### Juan I de Portugal
Primer representante de la dinastía de Avis, tras la batalla de Aljubarrota (1385), consolida una verdadera monarquía autoritaria en lo que sin duda es la primera nación-estado en definirse en la Europa Occidental del Antiguo Régimen. La decidida apuesta por la expansión marítima (Enrique el Navegante) convertirá a Lisboa en una metrópoli mundial en la Edad Moderna. No obstante, su reducido peso estratégico en el continente europeo, así como su subordinación a los intereses de la Monarquía Hispánica en un periodo clave (1580-1640), le restarán protagonismo. Otro rasgo peculiar es su tradicional confluencia de intereses con Inglaterra, que le mantuvo, bajo circunstancias muy distintas, como el aliado más longevo de esta potencia.

### Reyes Católicos
La monarquía de los Reyes Católicos fue el origen del Estado Moderno en los reinos hispánicos.
Su matrimonio significó unir bajo una misma corona los dos mayores Estados de la península ibérica.
La unión no supuso la creación de un estado unitario.
Los reyes se preocuparon por ampliar sus territorios y conquistar el Reino Nazarí de Granada e incorporaron las Islas Canarias y el Reino de Navarra a la Corona de Castilla.
Ambos pertenecientes a la dinastía Trastamara, tras la batalla de Toro (1476), consolidan su poder en Castilla, y la unión de esta con Aragón. Como parte de una decidida política exterior que buscaba el aislamiento de Francia, su política matrimonial les acercó a sus anteriores enemigos, los Avis de Portugal; así como a los lejanos Tudor de Inglaterra. La muerte prematura de buena parte de su descendencia hizo que fuera su nieto Habsburgo quien les acabara heredando.

### Maximiliano I de Habsburgo
El Archiduque de Austria por herencia y Emperador de Alemania por elección, es también duque consorte de Flandes y Borgoña. Un conjunto territorial muy disperso sobre el que no puede ejercerse un poder homogéneo ni centralizado. Tampoco lo conseguirá su nieto Carlos V (el que compartía con los Católicos), que acumuló aún más tronos. En cambio, será Brandemburgo, uno de los electorados semiindependientes, el que tras la traumáticas experiencias de la Reforma del siglo XVI y la Guerra de los Treinta Años del siglo XVII, se transforme en un reino viable (Prusia) para la conformación de un absolutismo en el XVIII, y conducirá en beneficio de la dinastía Hohenzollern y en perjuicio de los Habsburgo austriacos la Unificación de Alemania en el siglo XIX.

### César Borgia
(César Borja o Borgia, duque de Valentinois; Roma, hacia 1475 - Viana, Navarra, 1507) Eclesiástico y político italiano, destacado miembro de la casa de los Borgia. Modelo de ambición e inteligencia, amante de la cultura tanto como de la guerra y político sin escrúpulos, César Borgia fue uno de los hombres más admirados y temidos de su época.
Hijo natural del Papa Alejandro VI, pretendió convertir los Estados Pontificios en una potencia territorial en una Italia dividida en múltiples estados y disputada por franceses y españoles. El Príncipe de Nicolás Maquiavelo estuvo inspirado por figuras como él y como Fernando el Católico. La razón por la que Italia (o Alemania), con una pujante burguesía en la Edad Media no desarrollaron estados fuertes, al contrario que otras zonas que habían desarrollado una sociedad estamental con mayor fuerza de los estamentos feudales, ha sido debatidos por la historiografía. A mediados de siglo, Manuel Filiberto de Saboya (Testa di Ferro) conseguirá asentar en un reducido territorio una monarquía autoritaria y un estado que, andando el tiempo, será el germen de la Unificación de Italia del siglo XIX.

### Enrique VIII de Inglaterra
Los Tudor habían conseguido asentar su poder en la Inglaterra posterior a la guerra de los Cien Años, perdidos los territorios franceses, y la civil guerra de las Dos Rosas. Tras una primera alianza con Carlos V, el divorcio de Catalina de Aragón (tía de este) le permitió separarse de la Iglesia católica y acumular un gran poder religioso, político y económico. Su hija Isabel I de Inglaterra mantuvo un equilibrio de poder con el Parlamento que sus sucesores Estuardo no estuvieron dispuestos a respetar, provocando la guerra civil inglesa.

### Francisco I de Francia
Los Valois habían conseguido recomponer el poder real sobre un conjunto de territorios institucionalmente muy dispares y de fronteras poco precisas (véase Antiguo Régimen en Francia). La rivalidad con Carlos V por las guerras de Italia presidió todo su reinado, tras las que se abre la época de la hegemonía española y el hundimiento de Francia en las guerras de Religión. El cambio de dinastía a los Borbones abrirá un nuevo siglo que condujo a la afirmación de una monarquía absoluta.

### Gustavo I de Suecia
Fundador de la dinastía Vasa, consolidó la independencia frente a Dinamarca, y la misma institución de la monarquía, que convierte en hereditaria. Introdujo la Reforma Protestante, lo que contribuyó a reforzar su poder, como el de muchos otros príncipes del norte de Europa, incluyendo los alemanes que estaban en su origen; la alianza con Lübeck (ciudad principal de la Hansa) abrirán una vocación de expansión báltica, que en el siglo siguiente se complementará con una aventura centroeuropea de desigual fortuna (guerra de los Treinta Años).

### Segismundo II Augusto Jagellón
Ese extensísimo territorio de Europa Oriental (la República de las Dos Naciones) no alcanzó a conformar una monarquía autoritaria, como habían pretendido reyes anteriores de esta dinastía, en buena parte por el gran poder que retuvieron los nobles en su original sistema político: "Rex regnat et non gubernat" (el rey reina, pero no gobierna).

## Caracterización
Su propia naturaleza hace a las monarquías autoritarias ser una forma de transición, si bien muy prolongado en el tiempo, entre el concepto de monarquía feudal (con un poder que sólo se deriva del cumplimiento de las obligaciones de vasallaje de la nobleza, cuyo control es problemático, y que hace que el poder se difunda hacia abajo, y sometida a la prelación de papa y emperador); y el de monarquía absoluta (que no reconoce superiores ni comparte el poder con sus súbditos).
El concepto de monarquía autoritaria se reserva para los sistemas políticos en los que el poder político se concentra en el rey pero ha de mantener, de un modo pactista o en equilibrio, las peculiaridades territoriales y los privilegios individuales, familiares, territoriales (fueros) y de grupos de muy variada naturaleza (gremios, universidades, municipios), entre los que se destaca un grupo en principio no privilegiado: la naciente burguesía enriquecida por el comercio y las actividades urbanas (incluidos los judíos), de la que extrae el rey buena parte de su poder económico; pero sin que pueda entenderse como una superestructura política de la burguesía o una forma de estado burgués. Al contrario, la monarquía autoritaria, a pesar de extraer su poder político del que pierden nobleza y clero (los estamentos privilegiados de la sociedad estamental que ha cristalizado tras la crisis de la sociedad feudal medieval), actúa como el mejor garante del predominio social y económico de estos.
Hay que reseñar que, como la mayor parte de la historiografía, Perry Anderson (autor de la importante obra sobre el tema que este artículo toma como fuente principal) no utiliza la expresión "monarquía autoritaria", sino la de monarquía absoluta, que no plantea como un concepto fijo, sino una tendencia que va desde la Edad Media hasta el comienzo de la Contemporánea: "esta forma histórica, naturalmente, sufrió modificaciones significativas en los tres o cuatro siglos de su existencia". La expresión, en cambio, es muy utilizada en los medios académicos españoles y en la programación de asignaturas en la Universidad.

## Instrumentos de la monarquía autoritaria
La recepción del Derecho Romano en las Universidades a partir del siglo XIII reforzó la posición de los reyes en cuanto pudieron desprenderse de la prelación teórica de emperador y papa. La teoría de que el rey es emperador en su reino y que por tanto tiene todos los poderes que pudieran atribuirse a los emperadores antiguos (el princeps legibus solutus) fue apoyada por los letrados, de origen social bajonobiliario o incluso no privilegiado, que sólo podrían aspirar a ascender socialmente sirviendo a los intereses de un rey fuerte. La figura del valido actúa de una manera similar. La misma causa tiene la capacidad de alimentación mutua entre monarquía autoritaria y sus instrumentos: burocracia, hacienda, diplomacia y ejército moderno. La representación de las fuerzas sociales representadas estamentalmente (Cortes en los reinos ibéricos, Estados Generales en Francia o Parlamento en Inglaterra) da a los reyes la capacidad y el escenario perfecto para desempeñar su papel arbitral, en el que va quitando poderes a todos ellos (obteniendo los impuestos que necesita, eludiendo las peticiones que, no obstante, escucha...) los aspectos protocolarios y de prelación son a veces decisivos (quién habla primero, o qué se vota primero, si los dineros del rey o las súplicas del reino). La famosa frase "Por Castilla hablaré yo", se encuadra en este contexto. Si el monarca no alcanza fuerza suficiente, el pactismo y el mantenimiento de los privilegios feudales (estamentales y locales) será lo determinantes (como ocurría en la Corona de Aragón).
Sin embargo, cuando la monarquía sea lo suficientemente poderosa, la institución parlamentaria dejará de ser necesaria. Dejar de convocar Cortes es síntoma inequívoco de que la transición a la monarquía absoluta se ha completado (Francia en el siglo XVII, España en el siglo XVIII). Al contrario, que el Parlamento se convierta en un contrapoder al trono, lo es de que la monarquía es parlamentaria (Inglaterra).

### El caso de los Trastamara
La dinastía castellano-aragonesa de los Trastamara representa perfectamente la evolución de una monarquía que surge en plena crisis del siglo XIV como respuesta de las grandes casas nobles al intento de aumentar el poder real de Pedro I el cruel imponiendo al bastardo Enrique II el de las mercedes. Sus sucesores irán recuperando el prestigio real hasta llegar a un punto en el que Juan II de Castilla, apoyado en su valido Álvaro de Luna, puede ser considerado un rey autoritario. El confiar los resortes del poder a bajos nobles o letrados (incluso a judíos o conversos) en vez de en las familias aristocráticas es uno de los recursos claves para aumentar el poder del rey: estos personajes encumbrados por el rey son "sus hechuras", y no tienen el poder por merecerlo, sino porque el rey se lo da, por tanto, son los más interesados en que el rey aumente su poder, no como los altos nobles, que ya son poderosos por sí. Esa posición reforzada de la monarquía contempla elogios como el que Juan de Mena hiciera del rey castellano:

Al muy prepotente Juan el segundo

aquél con quien Júpiter tuvo tal zelo
que tanta de parte le fizo al mundo
quanta a sí mesmo le fizo del çielo;
al gran rey d’España, al César novelo,
al que con Fortuna es bien fortunado,
aquél en quien caben virtud e reinado,

a él, la rodilla fincada por el suelo.

Juan de Mena, Laberinto de fortuna, p. LXXV.

Previamente, el Compromiso de Caspe había significado la entrada de los Trastamara en la Corona de Aragón, en la persona del prestigioso Fernando de Antequera. Las relaciones de las dos coronas peninsulares no serán sin embargo pacíficas, y los infantes de Aragón gravitarán sobre la política interior castellana. La llamada guerra civil castellana ocupará el tercer cuarto del siglo XV, y acabará con el poder indiscutible de la monarquía triunfante de los Reyes Católicos, pero hasta entonces había dado oportunidad para que la monarquía se apoyara sucesivamente en unos agentes sociales u otros, extrayendo el poder político de todos ellos al tiempo que actuaba de árbitro de los conflictos.

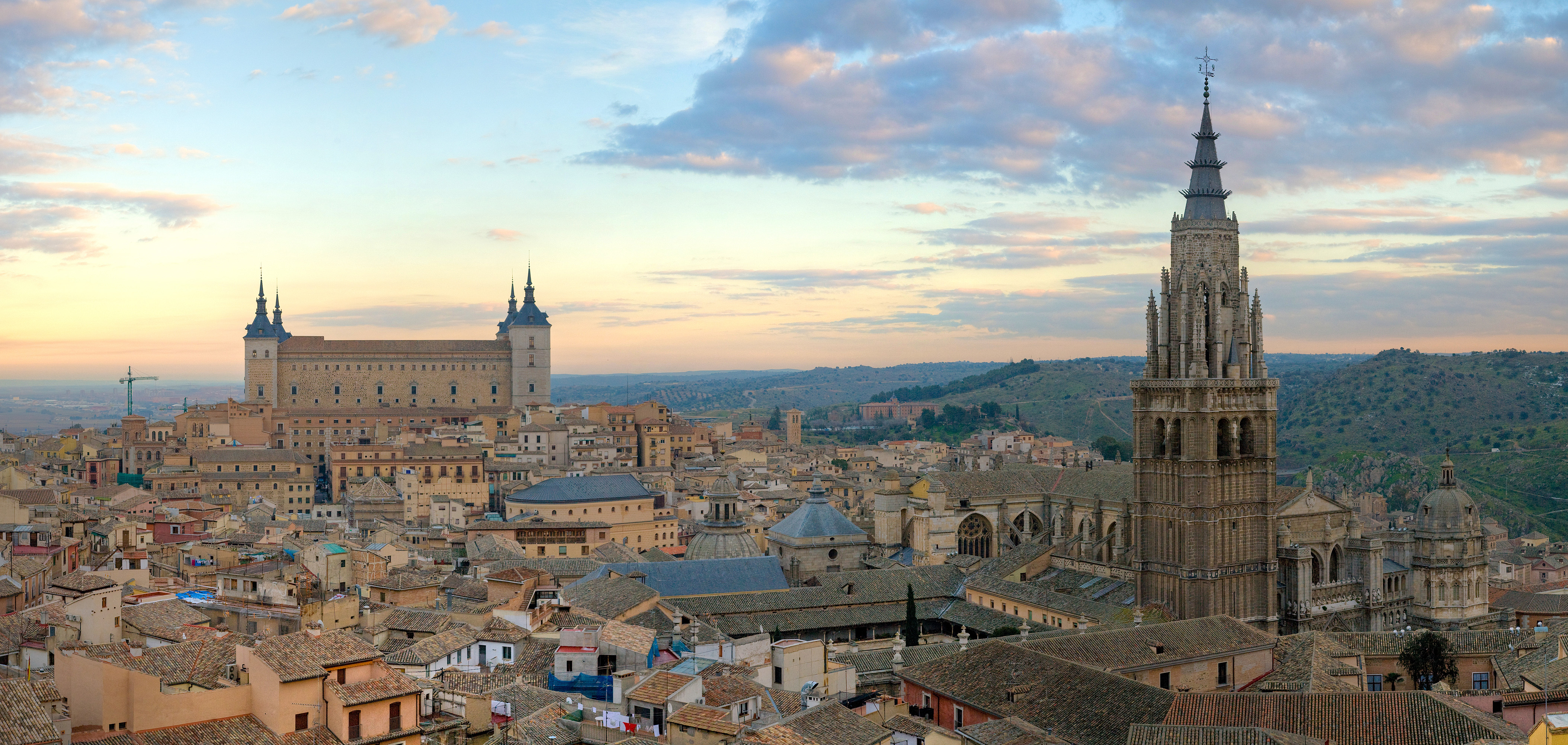
La ciudad de Toledo, centro artesanal castellano durante la Baja Edad Media, entró en crisis en el, sin perspectivas de que sus intereses económicos fuesen tenidos en cuenta tras la Guerra de las Comunidades, pasando a ser una ciudad de hidalgos y conventos a la sombra de la poderosa Catedral, lo que ha permitido que su casco histórico se haya preservado sin gran alteración hasta hoy. La presencia del Alcázar, simbolizaba el poder real, como en Segovia, Madrid, Córdoba, Sevilla... en un momento en que la corte era itinerante y no se había fijado la capital. Toledo fue testigo de numerosos conflictos sociales, entre los que destacan la revuelta anticonversa de Pedro Sarmiento y la Guerra de las Comunidades, en la que protagonizó el asedio final.

En el caso castellano, se dirimía una oposición de intereses secular, que puede verse en casi toda la Baja Edad Media, entre dos grandes coaliciones con presencia política, social y espacial: En la primera, la aristocracia de alta nobleza y alto clero, con intereses ganaderos defendidos por la Mesta, y conectados con los mercaderes y banqueros de las ferias y los puertos de la periferia castellana, especialmente la ciudad de Burgos (lo que podría llamarse alta burguesía). En el exterior están apoyados por su principal cliente: Flandes. Son partidarios de mantener la exportación de la lana, que se paga cara en esos mercados exteriores. En la segunda se encontrarían los artesanos pañeros de las ciudades del centro castellano, principalmente Segovia y Toledo (lo que podría llamarse baja burguesía) así como el patriciado urbano de esas mismas ciudades (regidores y caballeros, lo que podría llamarse baja nobleza), partidarios de cerrar esa línea para tener lana barata en Castilla y hacer paños. Ese determinismo socioeconómico se ve mucho más matizado si se baja al detalle, porque intervienen los campesinos, los conversos, clérigos de muy distintos niveles y órdenes religiosas, intereses cruzados de familias e individuos e instituciones como las Cortes o los ayuntamientos.
Una similar conjunción de fuerzas pudo verse en un episodio anterior: la Revuelta Irmandiña, y en otro posterior: la Guerra de las Comunidades, y tiene similitudes con revueltas bajomedievales europeas, al tiempo que presenta (sobre todo esta última) rasgos de una precoz modernidad que se manifestarán más claramente en las revoluciones de época moderna.

## La monarquía en otros modelos
La dinastía Borbón en Francia evolucionará hacia el modelo absolutista, que los Habsburgo españoles, a pesar del intento de centralización fracasado del Conde-Duque de Olivares, no conseguirán. La Inglaterra del siglo XVII, con la Guerra Civil y la Restauración, y las cuasirrepublicanas Provincias Unidas de los Países Bajos de la casa de Orange-Nassau fundarán un modelo alternativo: la monarquía parlamentaria.